# Cerca de las estrellas (pel·lícula)
Cerca de las estrellas és una pel·lícula melodramàtica de 1963 dirigida per César Fernández Ardavín, basada en l'obra teatral de Ricardo López Aranda. Es tracta d'una crònica social hereva del neorealisme italià, avui oblidada, i amb certa influència de François Truffaut

## Sinopsi
Narra els problemes i il·lusions dels membres d'una família nombrosa en un dia qualsevol a un barri de Barcelona.

## Premis
Medalles del Cercle d'Escriptors Cinematogràfics
| Any  | Categoria         | Pel·lícula       | Resultat   |
| ---- | ----------------- | ---------------- | ---------- |
| 1963 | Millor fotografia | Juan Julio Baena | Guanyadora |